# Adelly Santos
Adelly Oliveira Santos (* 8. Juli 1987 in Londrina) ist eine brasilianische Hürdenläuferin, die sich auf die 100-Meter-Distanz spezialisiert hat.

## Sportliche Laufbahn
Erste internationale Meisterschaftserfahrungen sammelte Adelly Santos im Jahr 2015, als sie bei den Südamerikameisterschaften in Lima in 13,53 s die Bronzemedaille hinter der Panamaerin Yvette Lewis und Briggite Merlano aus Kolumbien gewann. Zudem gewann sie mit der brasilianischen 4-mal-100-Meter-Staffel in 44,43 s gemeinsam mit Vanusa dos Santos, Bruna Farias und Vitória Cristina Rosa die Silbermedaille hinter dem Team aus Venezuela. Anschließend schied sie bei den Panamerikanischen Spielen in Toronto mit 13,08 s in der ersten Runde über die Hürden aus und startete dann bei den Weltmeisterschaften in Peking, bei denen sie mit 13,29 s nicht über die Vorrunde hinauskam. 2019 gewann sie bei den Südamerikameisterschaften in Lima in 13,64 s erneut die Bronzemedaille, diesmal hinter der Venezolanerin Génesis Romero und Eliecith Palacios aus Kolumbien.
2018 wurde Santos brasilianische Meisterin im 100-Meter-Hürdenlauf. 

## Persönliche Bestzeiten
- 100 m Hürden: 13,06 s (+1,0 m/s), 15. Mai 2015 in São Bernardo do Campo
  - 60 m Hürden (Halle): 8,36 s, 30. Januar 2016 in São Caetano do Sul